# الن مایرسون
اَلن مایرسون (انگلیسی: Alan Myerson؛ زادهٔ ۱۹۴۰ میلادی) یک کارگردان سینما و تلویزیون اهل بریتانیا و ایالات متحده آمریکا است که در طول فعالیت هنری‌اش برندهٔ جوایزی همچون جایرۀ امی و جایزه کیبل‌ای‌سی‌ئی شد. وی استاد رشتۀ بازیگری در دانشگاه کالیفرنیا، برکلی، دانشگاه ایالتی سان فرانسیسکو و دانشگاه کالیفرنیای جنوبی است. پسر او نیز یک بازیگر تئاتر بداهه است.
از فیلم‌ها یا مجموعه‌های تلویزیونی که وی در آن‌ها نقش داشته است می‌توان به دانشکده پلیس ۵ اشاره نمود.